# 安蒂奥基亚省省旗

安蒂奥基亚的旗帜

安蒂奥基亚省省旗是哥伦比亚的安蒂奥基亚省省的旗幟。国旗有两条相等的水平条纹。顶部的白色条纹象征着纯洁、正直和胜利。下面的绿色条纹是山脉、希望、财富的象征。
这面旗帜源于安蒂奥基亚大学但直到1962年安蒂奥基亚省政府颁布法令才正式确立为安蒂奥基亚的省旗。